# Emmerich Danzer
Emmerich „Emmi“ Danzer (* 15. März 1944 in Wien) ist ein ehemaliger österreichischer Eiskunstläufer, der im Einzellauf startete. Er ist der Weltmeister von 1966 bis 1968 und der Europameister von 1965 bis 1968.

## Biografie
Emmerich Danzer begann im Alter von 5 Jahren mit dem Eiskunstlaufen. Er ging in eine katholische Piaristen-Schule in Wien. Seit 1953 war Herta Wächter seine Trainerin.
Emmerich Danzer wurde 1965 bis 1968 viermal Europameister und 1966 bis 1968 dreimal Weltmeister. Er galt als pflicht- wie kürstark und charismatisch. Bei den Olympischen Winterspielen 1968 ging er als Favorit an den Start, blieb bei einer Pflichtfigur jedoch fast stehen und konnte sie dann nicht mehr ordentlich ausführen. Diese Pflichtfigur wurde dann auch sehr niedrig bewertet. Nach der Pflicht belegte er Platz 4. Er lief die beste Kür, konnte seinen Gesamtrang jedoch nicht mehr verbessern. Das Publikum war mit dieser Entscheidung nicht einverstanden. Er selbst fühlte sich aber nicht um den Sieg betrogen. Olympiasieger wurde letztendlich sein Landsmann Wolfgang Schwarz.
1966 und 1967 wurde er Österreichs Sportler des Jahres. Einige Jahre war er – heimlich – mit der DDR-Läuferin Gabriele Seyfert liiert.
1968 bis 1975 wurde er Profi und trat bei der Wiener Eisrevue und bei Holiday on Ice auf. 1975 bis 1989 arbeitete er als Trainer in den USA. Daneben besang er einige Schallplatten.
Seit 1989 war Emmerich Danzer bei einer Versicherung tätig und war dort zuständig für Sportversicherungsaktivitäten und Sportsponsoring. Von 1995 bis 1997 war Emmerich Danzer Präsident des Österreichischen Eiskunstlaufverbandes. Seit 2000 ist er Präsident des Wiener Eislaufvereins.
Zusammen mit Ingrid Wendl kommentiert er seit Jahren Eiskunstlauf beim Österreichischen Fernsehsender ORF.

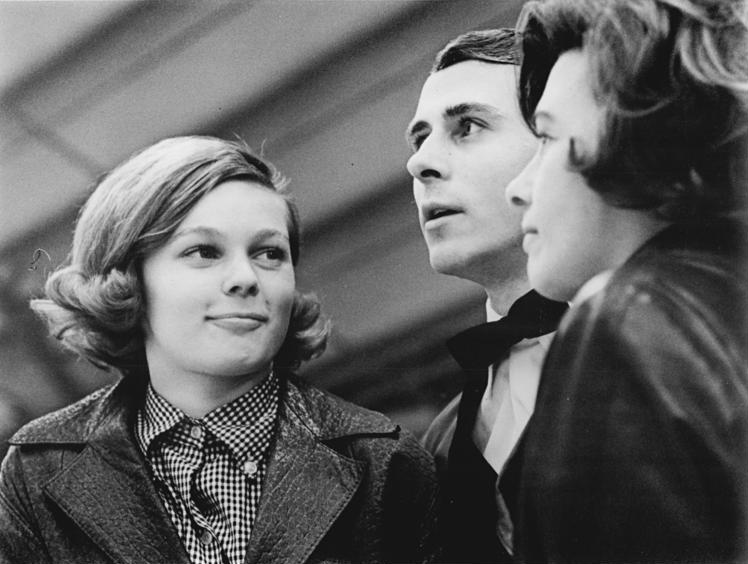
Emmerich Danzer 1966 in Karl-Marx-Stadt zwischen Gabriele Seyfert und Jutta Müller.

## Auszeichnungen
- 1966: Sportler des Jahres
- 1967: Sportler des Jahres[1]
- 2005: Goldenes Verdienstzeichen des Landes Wien

## Ergebnisse
| Wettbewerb / Jahr               | 1961 | 1962 | 1963 | 1964 | 1965 | 1966 | 1967 | 1968 |
| ------------------------------- | ---- | ---- | ---- | ---- | ---- | ---- | ---- | ---- |
| Olympische Winterspiele         |      |      |      | 5.   |      |      |      | 4.   |
| Weltmeisterschaften             |      | 7.   | 9.   | 5.   | 5.   | 1.   | 1.   | 1.   |
| Europameisterschaften           | 5.   | 5.   | 3.   | 4.   | 1.   | 1.   | 1.   | 1.   |
| Österreichische Meisterschaften |      |      |      |      | 1.   | 1.   | 1.   | 1.   |

## Bücher
- Heinz Prüller, Traumnote 6 für Emmi Danzer, 1968